# Orient Pròxim

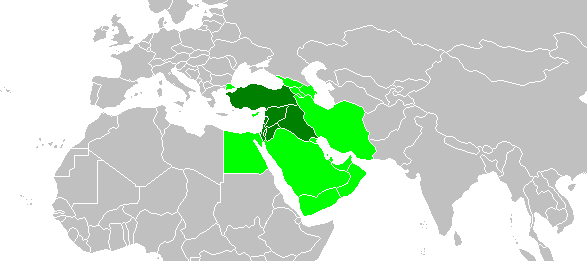
L'Orient Pròxim en un context arqueològic i històric modern
L'Orient Pròxim en un sentit més ampli

L'Orient Pròxim o Pròxim Orient és un terme geogràfic que serveix per a designar diferents territoris segons geògrafs, arqueòlegs i historiadors, per una banda, i politòlegs, economistes i periodistes per l'altra. El terme originalment s'utilitzà per als territoris que formaven l'Imperi Otomà en la seva extensió màxima, acabat amb la Gran Guerra Turca i el Tractat de Karlowitz, el 26 de juny del 1699. Aquesta guerra fixà que els territoris d'Àustria, Hongria i Ucraïna no serien part de l'Imperi Otomà, i per tant, tampoc no es consideren com una part de l'Orient Pròxim.
Durant la segona meitat del segle xix, tan sols s'utilitzava el terme Orient Pròxim per a parlar d'aquesta zona geogràfica, però a partir del segle xx també s'utilitza Orient Mitjà. D'aquell moment ençà, ambdós termes són gairebé sinònims. Orient Pròxim és emprat en alguns contexts històrics determinats i Orient Mitjà en altres, sense gaires diferències semàntiques.

## La qüestió oriental
Al començament del segle xix, l'Imperi Otomà comprenia tota la península dels Balcans fins a l'extrem sud de la plana hongaresa, però cap al 1914 ho havia perdut tot exceptat Constantinoble, a causa de l'expansió de l'Imperi Austrohongarès, la independència de Grècia i altres guerres d'independència que resultaren en la creació dels estats dels Balcans. Alguns d'aquests estats eren independents i altres encara pertanyien nominalment als otomans, encara que ocupats per les tropes austrohongareses. Fins al 1912, els otomans encara mantenien Albània, Macedònia i Tràcia, però les van perdre en les dues guerres balcàniques de 1912 i 1913.
L'Imperi Otomà, a punt de col·lapsar, va ser retratat en la premsa com «el malalt d'Europa». Els estats balcànics, amb l'excepció parcial de Bòsnia i Albània, eren principalment de religió cristiana. A partir del 1894, els otomans van perseguir els armenis amb el motiu que era un poble no musulmà i que, com a tals, eren una amenaça potencial per a l'imperi musulmà on vivien. El genocidi armeni va provocar la indignació de tot el món cristià. Les relacions de les minories de l'Imperi Otomà i la disposició dels antics territoris otomans es van començar a conèixer com la «qüestió d'Orient», ja que els otomans es trobaven a l'est d'Europa.
Aleshores, va esdevenir rellevant diferenciar l'«Orient» de la «qüestió oriental». A mitjan segle xix, l'«Orient Pròxim» s'utilitzava per a descriure aquesta part de l'est més propera a Europa, que havia estat coneguda com a Llevant, un territori sota la jurisdicció del govern otomà. El terme Orient Llunyà s'emprava llavors per a referir-se al Japó, la Xina, Corea, Indonesia i el Vietnam, és a dir, les Índies orientals.